# Campionati del mondo di atletica leggera 2017 - Salto triplo maschile
La gara del salto triplo maschile si è svolta il 7 e il 10 agosto 2017.

## Podio
| Pos.    | Atleta           | Nazionalità | Misura  |
| ------- | ---------------- | ----------- | ------- |
| Oro     | Christian Taylor | Stati Uniti | 17,68 m |
| Argento | Will Claye       | Stati Uniti | 17,63 m |
| Bronzo  | Nelson Évora     | Portogallo  | 17,19 m |

## Situazione pre-gara

### Record
Prima di questa competizione, il record del mondo (RM) e il record dei campionati (RC) erano i seguenti.
| Record                | Prestazione | Atleta                       | Data                           | Competizione              |
| --------------------- | ----------- | ---------------------------- | ------------------------------ | ------------------------- |
| Record mondiale       | 18,29 m     | Jonathan Edwards Regno Unito | 7 agosto 1995 Göteborg, Svezia | Campionati del mondo 1995 |
| Record dei campionati | 18,29 m     | Jonathan Edwards Regno Unito | 7 agosto 1995 Göteborg, Svezia | Campionati del mondo 1995 |

### Campioni in carica
I campioni in carica, a livello mondiale e olimpico, erano:
| Campione | Atleta                       | Prestazione | Data                                   | Competizione                |
| -------- | ---------------------------- | ----------- | -------------------------------------- | --------------------------- |
| Olimpico | Christian Taylor Stati Uniti | 17,86 m     | 16 agosto 2016 Rio de Janeiro, Brasile | Giochi della XXXI Olimpiade |
| Mondiale | Christian Taylor Stati Uniti | 18,21 m     | 27 agosto 2015 Pechino, Cina           | Campionati del mondo 2015   |

### La stagione
Prima di questa gara, gli atleti con le migliori tre prestazioni dell'anno erano:
| Pos. | Atleta                       | Prestazione | Data                                             |
| ---- | ---------------------------- | ----------- | ------------------------------------------------ |
| 1    | Christian Taylor Stati Uniti | 18,11 m     | 27 maggio 2017 Eugene, Stati Uniti d'America     |
| 2    | Will Claye Stati Uniti       | 17,91 m     | 23 giugno 2017 Sacramento, Stati Uniti d'America |
| 3    | Pedro Pablo Pichardo Cuba    | 17,60 m     | 6 luglio 2017 Losanna, Svizzera                  |

## Risultati

### Qualificazioni
Le qualifiche si sono tenute il 7 agosto dalle ore 18:35.

Qualificazione: gli atleti che raggiungono i 17,00 m (Q) o le migliori 12 misure (q) avanzano alla finale.
| Pos | Gruppo | Atleta               | Nazionalità | 1ª prova | 2ª prova | 3ª prova | Risultato | Note |
| --- | ------ | -------------------- | ----------- | -------- | -------- | -------- | --------- | ---- |
| 1   | A      | Chris Benard         | Stati Uniti | 17,20    |          |          | 17,20     | Q    |
| 2   | A      | Christian Taylor     | Stati Uniti | 17,15    |          |          | 17,15     | Q    |
| 3   | B      | Cristian Nápoles     | Cuba        | 17,06    |          |          | 17,06     | Q    |
| 4   | A      | Andy Díaz            | Cuba        | 16,96    | 16,86    | x        | 16,96     | q    |
| 5   | B      | Will Claye           | Stati Uniti | 16,95    | 16,57    | x        | 16,95     | q    |
| 6   | A      | Nelson Évora         | Portogallo  | 16,64    | 16,94    | x        | 16,94     | q    |
| 7   | A      | Alexis Copello       | Azerbaigian | 16,89    | 16,88    | 16,53    | 16,89     | q    |
| 8   | A      | Pablo Torrijos       | Spagna      | 16,57    | 16,00    | 16,80    | 16,80     | q    |
| 9   | B      | Jean-Marc Pontvianne | Francia     | 16,66    | 16,17    | 16,78    | 16,78     | q    |
| 10  | B      | Yordanys Durañona    | Dominica    | 16,71    | 16,63    | 16,49    | 16,71     | q    |
| 11  | A      | Ruiting Wu           | Cina        | x        | 16,40    | 16,66    | 16,66     | q    |
| 12  | B      | Lázaro Martínez      | Cuba        | 16,36    | x        | 16,66    | 16,66     | q    |
| 13  | B      | Donald Scott         | Stati Uniti | 16,55    | 16,63    | 16,27    | 16,63     |      |
| 14  | B      | Nazim Babayev        | Azerbaigian | 15,76    | 16,58    | 16,61    | 16,61     |      |
| 15  | A      | Momchil Karailiev    | Bulgaria    | x        | 16,01    | 16,57    | 16,57     |      |
| 16  | B      | Elvijs Misāns        | Lettonia    | 16,55    | 16,39    | x        | 16,55     |      |
| 17  | A      | Simo Lipsanen        | Finlandia   | 16,54    | 16,48    | 16,41    | 16,54     |      |
| 18  | B      | Georgi Tsonov        | Bulgaria    | 16,53    | 16,32    | x        | 16,53     |      |
| 19  | A      | Nathan Fox           | Regno Unito | 16,27    | 16,49    | 16,02    | 16,49     |      |
| 20  | B      | Alberto Álvarez      | Messico     | 15,60    | 16,41    | 16,48    | 16,48     |      |
| 21  | A      | Benjamin Compaoré    | Francia     | 16,46    | 16,35    | x        | 16,46     |      |
| 22  | B      | Troy Doris           | Guyana      | 16,43    | x        | 16,24    | 16,43     |      |
| 23  | A      | Miguel van Assen     | Suriname    | 16,38    | x        | x        | 16,38     |      |
| 24  | A      | Melvin Raffin        | Francia     | 16,18    | 14,25    | x        | 16,18     |      |
| 25  | B      | Tosin Oke            | Nigeria     | x        | 16,14    | 16,17    | 16,17     |      |
| 26  | B      | Fang Yaoqing         | Cina        | x        | 16,17    | x        | 16,17     |      |
| 27  | A      | Mateus de Sá         | Brasile     | 16,10    | 16,09    | x        | 16,10     |      |
| 28  | B      | Dimitrios Tsiamis    | Grecia      | 16,06    | x        | x        | 16,06     |      |
| 29  | A      | Ryōma Yamamoto       | Giappone    | x        | x        | 16,01    | 16,01     |      |
| 30  | B      | Clive Pullen         | Giamaica    | x        | x        | 15,61    | 15,61     |      |
| -   | B      | Max Heß              | Germania    |          |          |          | dns       |      |

### Finale
La finale si è tenuta il 10 agosto alle ore 20:20.
| Pos | Atleta               | Nazionalità | 1ª prova | 2ª prova | 3ª prova | 4ª prova | 5ª prova | 6ª prova | Risultato | Note                                     |
| --- | -------------------- | ----------- | -------- | -------- | -------- | -------- | -------- | -------- | --------- | ---------------------------------------- |
|     | Christian Taylor     | Stati Uniti | 16,97    | 17,57    | 17,68    | 17,26    | 17,38    | 17,03    | 17,68     |                                          |
|     | Will Claye           | Stati Uniti | 17,54    | 17,52    | 17,63    | 17,49    | 17,53    | x        | 17,63     |                                          |
|     | Nelson Évora         | Portogallo  | 17,02    | 17,19    | 16,58    | x        | x        | 16,01    | 17,19     |                                          |
| 4   | Cristian Nápoles     | Cuba        | x        | x        | 17,16    | x        | x        | 17,16    | 17,16     |                                          |
| 5   | Alexis Copello       | Azerbaigian | 17,16    | x        | x        | 16,87    | 16,91    | 17,06    | 17,16     | Miglior prestazione personale stagionale |
| 6   | Chris Benard         | Stati Uniti | 16,88    | x        | 16,94    | x        | x        | 17,16    | 17,16     |                                          |
| 7   | Andy Díaz            | Cuba        | 17,13    | x        | x        | x        | -        | x        | 17,13     |                                          |
| 8   | Jean-Marc Pontvianne | Francia     | x        | 16,62    | 16,79    | x        | x        | 16,57    | 16,79     |                                          |
| 9   | Ruiting Wu           | Cina        | 16,47    | 16,66    | 16,53    |          |          |          | 16,66     |                                          |
| 10  | Pablo Torrijos       | Spagna      | 16,60    | 16,51    | 16,53    |          |          |          | 16,60     |                                          |
| 11  | Yordanys Durañona    | Dominica    | 16,42    | x        | x        |          |          |          | 16,42     |                                          |
| 12  | Lázaro Martínez      | Cuba        | x        | 16,25    | 16,09    |          |          |          | 16,25     |                                          |